# ニューロフィードバック
ニューロフィードバック（英:Neurofeedback）とは、脳波計とコンピューターと電極を用いるなどして脳波の周波数（要するに脳の活動）の調整を行うバイオフィードバックの一種。スポーツや音楽の能力向上を狙って用いられているほか、自費診療となるが精神医療にも用いられている。プラシーボ効果ではないかという疑問もあったが、恐怖記憶について効果があることは2018年時点ではもはや間違いないと見られている。
精神医学の技法としてはアメリカ航空宇宙局にロケットエンジンの推進剤として用いられるモノメチルヒドラジンの毒性を調べる依頼を受けた、カリフォルニア大学ロサンゼルス校にいたバリー・スターマンが猫を用いた動物実験を行ったのがその始まりとされる。その後、バリー・スターマンは1971年に癲癇の患者を対象にして人間に対する初の実験を行い、さらに体系化されたバリー・スターマンの研究もEpilepsiaに1978年に掲載された。
だが、その後アメリカ合衆国の精神医学界では薬物療法が主流となり、このような試みはあまり支持を集めなくなった。そして、ニューロフィードバックはロシア、ヨーロッパやオーストラリアで科学的研究が続けられることとなった。